# Henry Juriaan de Vries

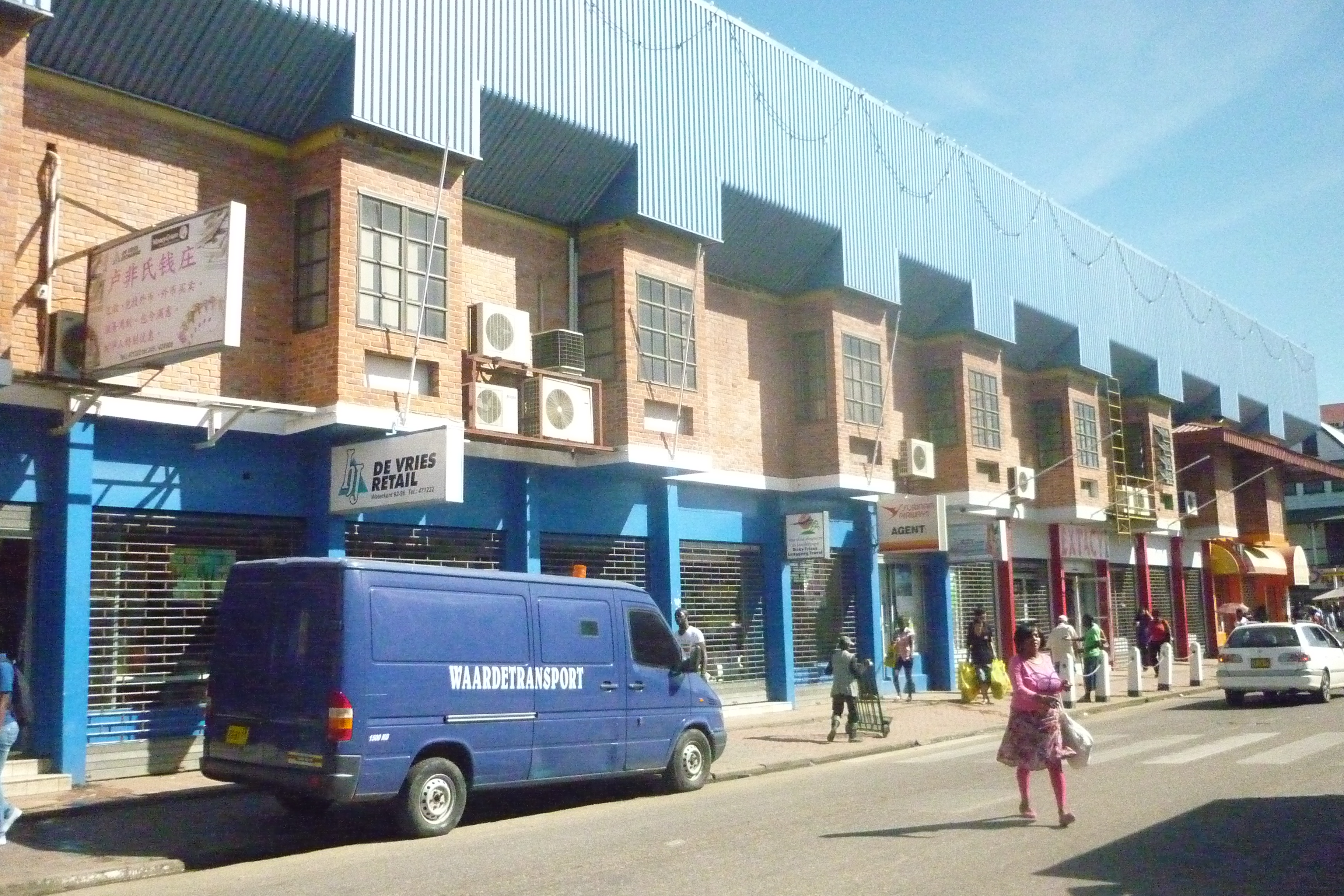
De Vries Retail

Henry Juriaan de Vries (Paramaribo, 11 september 1878 – aldaar, 4 augustus 1959) was een Surinaams ondernemer en politicus. Hij richtte in 1934 de Westindische Export Maatschappij (WIEMA) op en was later lid van de Staten van Suriname.

## Werk
De Vries begon in 1903 een kleine levensmiddelenwinkel aan de Saramaccastraat te Paramaribo. In de twintiger jaren opende hij twee zaken aan de Waterkant. In 1934 richtte hij in Amsterdam de Westindische Export Maatschappij (WIEMA) op om zo gemakkelijker inkopen in Europa te kunnen doen. 
In 1940 werd het bedrijf in een familie-NV omgezet, waarvan hij de eerste president-commissaris was. Hij werd daarna lid van de Staten van Suriname.
Het bedrijf werd sterk uitgebreid, met een bouwmarkt, reisbureau en autoverkoop. De gevels van al hun panden zijn in lichtblauw geschilderd. 

## Familie
De Vries was getrouwd met Marie Margaretha Petzoldt en kreeg hij vijf kinderen, onder meer Henry Lucien de Vries. Na het overlijden van zijn echtgenote kreeg hij nog acht kinderen met Annette Fujooah, waaronder kunstenaar Erwin de Vries. Zijn zoon Flip de Vries was na hem directeur van het bedrijf en is in 2009 met pensioen gegaan. Zijn zoon Hein de Vries was van 1965 tot 1967 gouverneur van Suriname was.  
Aan de Waterkant staat het H.J. de Vries-gebouw. Op de eerste verdieping staat een bronzen beeld van hem, gemaakt door Myra Winter in 1988.